# Bavarian Nordic

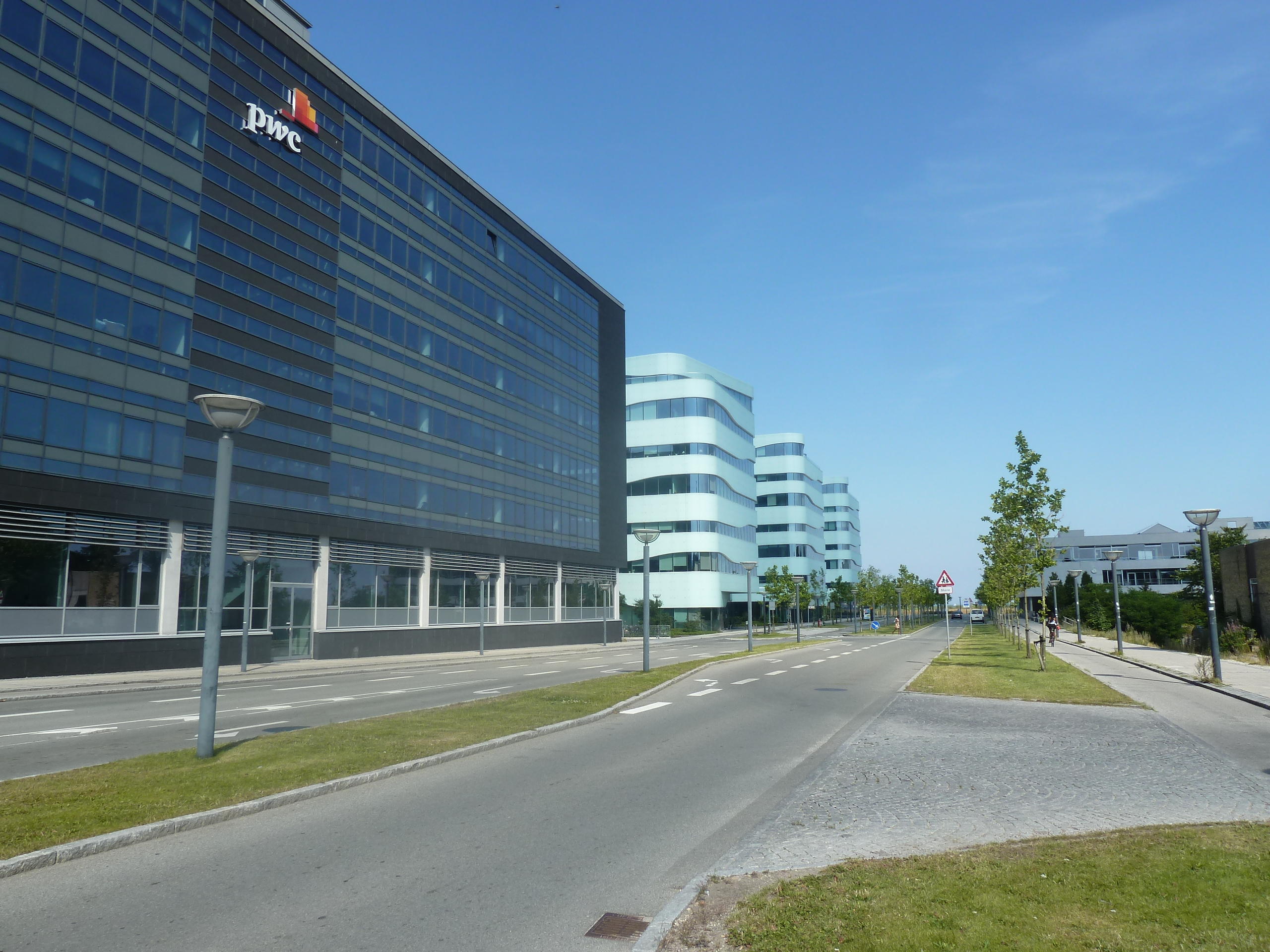
Hauptsitz von Bavarian Nordic in Hellerup, Dänemark

Bavarian Nordic ist ein dänisch-deutsches Unternehmen, das auf die Herstellung von Impfstoffen spezialisiert ist.
Bavarian Nordic hat seinen Sitz in Hellerup und Produktionsstandorte im dänischen Kvistgård und im schweizerischen Thörishaus bei Bern, jedoch auch Forschungsniederlassungen in anderen Ländern, wie etwa in Martinsried bei München, San Diego (California) und Morrisville (North Carolina). Bavarian Nordic wurde 1994 gegründet und ist an der NASDAQ Copenhagen notiert. Unter dem Eindruck des bevorstehenden Irakkriegs bekam das Unternehmen um den Jahreswechsel 2002/2003 vom deutschen Staat den Auftrag, mehr als eine Dosis Pockenimpfstoff für jeden Einwohner Deutschlands bereitzustellen, um die Bevölkerung im Fall eines Terroranschlags impfen zu können. Anfang August 2022 hat der Impfstoff Imvanex zudem eine EU-Zulassung gegen die Affenpocken bekommen. Bavarian Nordic hat geplant, bis Ende 2022 rund vier Millionen Impfdosen auszuliefern.
Das Unternehmen vertreibt vier verschiedene Impfstoffe:
- Jynneos / Imvamune / Imvanex / MVA-BN (Modified Vaccinia Ankara Virus - Bavarian Nordic) gegen Pocken und Affenpocken
- Rabipur gegen Tollwut
- Encepur gegen FSME
- Mvabea gegen Ebola

Noch in der Entwicklung sind Impfstoffe gegen Respiratorisches Synzytial-Virus  und gegen SARS-CoV-2. Weiterhin ist ein gefriergetrocknet lagerbarer Pockenimpfstoff in Entwicklung.
Im Jahr 2023 erwirtschaftete das Unternehmen mit 1379 Mitarbeitern einen Umsatz von 7,1 Mrd. Dänischen Kronen.